# Percy Jackson: Biển quái vật
Percy Jackson: Biển quái vật (tên gốc Percy Jackson: Sea of Monsters) là một bộ phim thuộc thể loại phiêu lưu giả tưởng của điện ảnh được sản xuất năm 2013, bộ phim dựa theo quyển truyện cùng tên của nhà văn Rick Riordan The Sea of Monsters. Bộ phim là phần tiếp theo của phim Percy Jackson & the Olympians: The Lightning Thief sản xuất năm 2010, và là dự án thứ hai trong chuỗi phim về Percy Jackson . Chuyện tiếp nối cuộc hành trình của cậu bé Percy Jackson (Logan Lerman) và những người bạn của mình trong công cuộc tìm kiếm bộ lông cừu vàng tại một nơi có tên là Sea of Monsters (Biển quái vật) (được con người biết nhiều với cái tên Tam giác Bermuda) với mục đích cứu sống cây thần Thalia, cây bảo vệ Trại Á thần khỏi bị đầu độc đang chết dần chết mòn. Bộ phim được sản xuất bởi Karen Rosenfelt, Mark Radcliffe và Chris Columbus (từng đạo diễn cho phần 1 của phim) của Hãng 20th Century Fox và đạo diễn là Thor Freudenthal. và được chuyển đổi sang định dạng 3D ở giai đoạn hậu kỳ. Bộ phim sau khi được ra mắt đã nhận được nhiều đánh giá trái chiều từ người xem cũng như các nhà phê bình, tuy vậy phim cũng có nhiều lời khen ngợi về các cảnh hành động cũng như hiệu ứng đặc biệt.
Bộ phim vẫn với các diễn viên Logan Lerman, Brandon T. Jackson, Alexandra Daddario, và Jake Abel trở lại vai trò của mình như trong phần trước. Tuy vậy Nathan Fillion và Anthony Head thay thế Dylan Neal và Pierce Brosnan trong vai Hermes và Chiron so với phần phim đầu. Diễn viên mới Leven Rambin vào vai Clarisse La Rue nhân vật đáng lẽ phải xuất hiện ở phần 1 nhưng chưa có cơ hội, Douglas Smith trong vai em cùng cha khác mẹ với Percy, Tyson là một cyclops, Stanley Tucci trong vai thần rượu nho Dionysus, quản lý Trại Á thần. Quá trình quay phim bắt đầu cuối tháng 4 năm 2012 và kết thúc vào tháng 7 cùng năm. Bối cảnh phim chủ yếu được lấy ở Vancouver và New Orleans.
Bộ phim được chính thức công chiếu tại Việt Nam vào ngày 30/8/2013 với tên chính thức là Percy Jackson: Biển quái vật.

## Nội dung
Percy thuật lại câu chuyện về Thalia và sự hy sinh cao cả của cô ấy để bảo vệ bạn mình: Annabeth, Luke, Grover và Thalia đang chạy đến Trại Á thần trong lúc đang bị rượt đuổi bởi lũ quái vật. Thalia đã hy sinh thân mình để các bạn cô ấy có thể trở về trại an toàn và làm như vậy thì cha cô - thần Zeus có thể tìm cách hồi sinh cô thành một cái cây thông, tạo ra lá chắn phép thuật bao quanh Trại để không có một Á thần nào phải có số phận như cô nữa. Ở Trại, Percy bắt đầu cảm thấy có "Một Nỗi Phân Vân". Không lâu sau đó, Chiron và Thầy D điều tra ra một Cyclops (thần Một Mắt) mà bằng cách nào đó hắn ta đã qua được cổng Trại, và hắn chính là Tyson, em trai cùng cha khác mẹ của Percy. Ngay sau khi những thành viên của Trại tiếp nhận Percy và Tyson, Trại lại bị tấn công bởi một con bò máy Colchis, thứ đã phá vỡ màn bảo về và tàn phá Trại Á Thần. Percy cuối cùng cũng giết được con bò với sự giúp đỡ của Tyson, Annabeth, và Clarisse. Ngay sau đó, Luke Castellan, con trai Hermes, kẻ phản diện chính trong The Lightning Thief xuất hiện, lôi kéo các con trai của Poseidon về phái mình. Percy từ chối, Luke biến mất.
Bộ ba Percy, Annabeth và Grover sau khi nhận được lời Tiên tri, biết được Luke đã đầu độc Cây thông Thalia, khiến cây thông mất đi phép thuật bảo vệ cho Trại thì lên đường tìm Bộ Lông Cừu Vàng, cũng như ngăn chặn Luke dùng Bộ Lông để hồi sinh Cronus- chúa tể của các vị thần cũ, kẻ đang muốn phá hủy Olympu. Tyson- Cyclops mới xuất hiện đã đòi đi theo bộ ba, khiến họ gặp không ít phiền phức. Trên đường, Grover bị bắt cóc, ba người còn lại liền theo lời của thần Hermes mà tìm đến phi thuyền của Luke. Sau một cuộc giao tranh, do quân địch mạnh, Percy, Annabeth và Tyson lại bị Luke giam trong ngục của hắn. Percy dùng năng lực của mình cứu thoát mọi người. Ba người lại đi tìm Grover, trên đường gặp thêm Clarisse- con gái của thần chiến tranh Ares, lúc này đang ở trên một con tàu zombie, nhờ họ đưa tiếp cuộc hành trình.
Percy, Annabeth, Tyson và Clarisse hội ngộ lại Grover. Đúng lúc đó, Luke lại xuất hiện, đòi Percy giao Bộ Lông Cừu Vàng. Percy không cho, hắn dùng một khẩu súng bắn cậu thì Tyson lao ra đỡ phát bắn rồi rơi xuống vực. Điều này làm Percy tuyệt vọng và đau đớn, cậu đã nhận ra tình anh em của Tyson dành cho cậu mà cậu quá ích kỉ. Annabeth vực lại tinh thần cho cậu khi cả bọn khi họ bị trói trước quan tài của Cronus. Sau đó, Percy lấy lại tinh thần rồi tham gia vào cuộc giao tranh ác liệt với Luke. Nhưng không may, hắn đã đem Bộ Lông hồi sinh Cronus. Percy gặp lại Tyson, biết rằng Tyson không hề chết vì có được năng lực chữa lành của nước. Hai anh em ôm nhau, Percy cuối cùng cũng gọi Tyson một tiếng "anh trai". Percy dùng thanh kiếm bị nguyền rủa kết liễu Cronus, đem lại hòa bình cho thế giới.
Những tưởng niềm vui chiến thắng, nhưng Annabeth không cẩn thận bị một con quái vật đâm xuyên qua ngực. Cô chết đi, Percy dùng Bộ Lông Cừu Vàng để hồi sinh cô. Annabeth sống lại, cùng bạn bè trở về Trại Con Lai. Mọi người đặt Bộ Lông lên cây thông Thalia, mong muốn màn bảo vệ phép thuật trở lại. Nhưng họ không ngờ, Bộ Lông ngoài chữa độc cho Cây Thông ra, còn có một tác dụng khác đến không ngờ, nó khiến cho Thalia được hồi sinh.
Cuối phim, Percy suy ngẫm về Lời Tiên tri của cậu, Lời tiên tri về " kẻ sẽ phá hủy Olympus là một trong những hậu duệ của Bộ Tam Vĩ Đại Zeus,Poseidon và Hades". Có lẽ, Lời Tiên tri ấy không chỉ ứng nghiệm với cậu, mà còn có thể với Thalia.

## Diễn viên
- Logan Lerman trong vai Percy Jackson, một Á thần, con của Poseidon.[12]
- Brandon T. Jackson trong vai Grover Underwood, bạn tốt nhất của Percy, là một satyr (thần rừng).[12] Bjorn Yearwood vào vai Grover lúc nhỏ.
- Alexandra Daddario trong vai Annabeth Chase, là một Á thần và là con của Athena.[12] Alisha Newton vào vai Annabeth lúc nhỏ.
- Leven Rambin trong vai Clarisse La Rue, là một Á thần và là con của Ares.[8]
- Jake Abel trong vai Luke Castellan, là một Á thần và là con của Hermes.[12] Samuel Braun vào vai Luke lúc nhỏ.
- Stanley Tucci trong vai Dionysus/Mr. D, là thần rượu nho và quản lý Trại Á thần.[8]
- Nathan Fillion trong vai Hermes, cha của Luke; thần của thông tin liên lạc, du lịch, trộm cắp.[9]
- Douglas Smith trong vai Tyson là một cyclops và là em cùng cha khác mẹ của Percy.[13]
- Paloma Kwiatkowski trong vai Thalia Grace, là một Á thần và là con của Zeus.[10][14] Katelyn Mager vào vai Thalia lúc nhỏ.
- Anthony Head trong vai Chiron, đồng quản lý Trại Á thần. Chiron là một nhân mã.[12] Ông thay thế Pierce Brosnan, người từng thủ vai này trong phần trước The Lightning Thief.
- Robert Maillet trong vai Polyphemus, Người khổng lồ một mắt (Cyclops) canh giữ Circeland và Bộ lông cừu vàng[14]
- Derek Mears và Aleks Paunovic trong vai Cyclops.[15]